# Bothynus laevipennis
Bothynus laevipennis är en skalbaggsart som beskrevs av Gilbert John Arrow 1937. Bothynus laevipennis ingår i släktet Bothynus och familjen Dynastidae. Inga underarter finns listade.